# Ioan al II-lea Platinus
Ioan Platinus a fost exarh de Ravenna de la 687 la 701 sau 702. Supranumele său apare uneori sub forma Platyn.
Ioan l-a înlocuit în funcția de exarh de Ravenna pe Theodore II. În același an, el a jucat un rol activ în cadrul unei disputate alegeri papale. Mituit de arhidiaconul Pascal, Ioan a solicitat alegerea acestuia ca episcop de Roma. Astfel, conflictul cu cel[lalt candidat papal, Theodor, a devenit inevitabil, însă în cele din urmă s-a optat pentru o soluție de compromis, prin alegerea lui Sergiu I. Cu toate acestea, Pascal nu a renunțat la pretențiile sale și i-a promis exarhului suma de 100 de livre de aur în schimbul obținerii scaunului papal. Ioan a venit imediat la Roma, însă și-a dat seama că este practic imposibil să acționeze împotriva majorității. Ca urmare, el l-a recunoscut în funcție pe Sergiu, însă a cerut acestuia suma promisă cândva de Pascal. Sergiu a protestat, iar populația orașului devenea tot mai intrigată de prezența exarhului de Ravenna; raliindu-se noului papă, cetățenii Romei au fost cei care au plătit suma solicitată.
În anul 691, împăratul bizantin Iustinian al II-lea a trimis papei Sergiu I o serie de canoane aprobate printrun conciliu desfășurat la Constantinopol, pentru a fi semnate. Jeffrey Richards notează că basileul considera aceasta drept o simplă chestiune de rutină, dat fiind că acele articole fuseseră deja semnate de către apocrisiarius. Totuși, papa a refuzat și a interzis ca respectivele canoane să fie citite în public. Au urmat negocieri, care însă nu au dus la niciun rezultat, drept pentru care Iustinian a trimis pe un anume Zacharias să îl aresteze pe papa Sergiu, după cum procedaseră predecesorii Iustinian I cel Mare și [[Constans al II-lea al Bizanțului}Constans al II-lea]] față de papii din vremea lor. Rezultatul acestei situații a fost dezastruos pentru exarhul de Ravenna. Trupele imperiale staționate în Ravenna și Roma nu numai că au refuzat să îi asculte ordinele, dar armata din Ravenna a pornit spre Roma pentru a-l apăra pe Sergiu, unindu-se cu soldații din Ducatul de Pentapolis. Soldații au ajuns la Roma, au înconjurat sediul papal și au cerut să îl vadă pe papă. Se spune că Zacharias s-ar fi ascuns chiar sub patrul papei, până când Sergiu însuși i-a îngăduit să fugă. Întregul episod a fost stânkenitor pentru autoritatea bizantină în Italia și a subminat puterea și prestigiul lui Ioan.
Lui Ioan i-a succedat ca exarh Theophylactus, în jurul anului 702.